# Ashley Westwood
Ashley Roy Westwood (Nantwich, Inglaterra, Reino Unido, 1 de abril de 1990) es un futbolista inglés que juega como centrocampista en el Charlotte F. C. de la Major League Soccer.

## Trayectoria

### Crewe Alexandra
Nacido en Nantwich, Cheshire, Westwood comenzó su carrera en la academia del Crewe Alexandra.Firmó su primer contrato profesional en abril de 2008, junto con Luke Danville, Chris Clements, Josh Thompson, A-Jay Leitch-Smith y Luke Murphy. Se unió al club local Nantwich Town, en calidad de préstamo en 2008.
La temporada siguiente, Westwood irrumpió en el primer equipo y apareció 38 veces para el club junto con seis goles, el primero en una victoria a domicilio por 3-2 ante el Chesterfield. El joven centrocampista impresionó a la directiva del club durante la temporada y fue recompensado con un nuevo contrato de dos años en diciembre y sus actuaciones durante la temporada fueron recompensadas con su nombramiento como jugador de la temporada del club.
Con la liberación de David Artell en el verano de 2012, el entrenador Steve Davis le entregó a Westwood la capitanía del club.

### Aston Villa
En el último día de la ventana de transferencias del verano de 2012, el Aston Villa fichó al mediocampista por una tarifa que rondó los £2 millones y firmó un contrato de cuatro años.Hizo su debut el 15 de septiembre, sustituyendo en la segunda mitad a Stephen Ireland durante la victoria por 2-0 en casa ante el Swansea City.El 15 de julio de 2013, Westwood firmó un nuevo contrato de cuatro años que lo mantendrá en el club hasta el verano de 2017.El 12 de agosto de 2015, extendió su estadía por cinco años más.

### Burnley
El 31 de enero de 2017, Westwood fichó por el Burnley de la Premier League con un contrato de tres años y medio, con opción a un año más.El 3 de octubre de 2020, anotó en su aparición N°100 en la máxima categoría en la derrota por 3-1 contra el Newcastle United en St James' Park.
Durante el partido contra el West Ham United en el estadio de Londres el 17 de abril de 2022, sufrió una grave lesión en el tobillo en un choque con Nikola Vlašić, lo que lo descartó para el resto de la temporada.

### Charlotte F. C.
El 7 de enero de 2023 fichó por el Charlotte F. C. de la Major League Soccer con un contrato hasta 2024.

## Clubes
| Club                  | País           | Año           | Partidos | Goles |
| --------------------- | -------------- | ------------- | -------- | ----- |
| Crewe Alexandra F. C. | Inglaterra     | 2008-2012     | 138      | 15    |
| Aston Villa F. C.     | Inglaterra     | 2012-2017     | 162      | 5     |
| Burnley F. C.         | Inglaterra     | 2017-2023     | 181      | 7     |
| Charlotte F. C.       | Estados Unidos | 2023-         | 75       | 5     |
| Total carrera         | Total carrera  | Total carrera | 556      | 32    |

- Actualizado al último partido disputado en la temporada 2024.